# Saltcoats
Saltcoats is een plaats (town) in het Schotse bestuurlijke gebied North Ayrshire en telt 12.250 inwoners. Samen met Ardrossan en Stevenston is het onderdeel van het stedelijk gebied 'Three Towns' genoemd, dat ongeveer 31.800 inwoners heeft.
De naam is afkomstig van de vroegste industrie van het plaatsje, toen zout water werd gewonnen uit de zee (Firth of Clyde) en in kleine huizen ('cots') langs het strand werd gebracht.

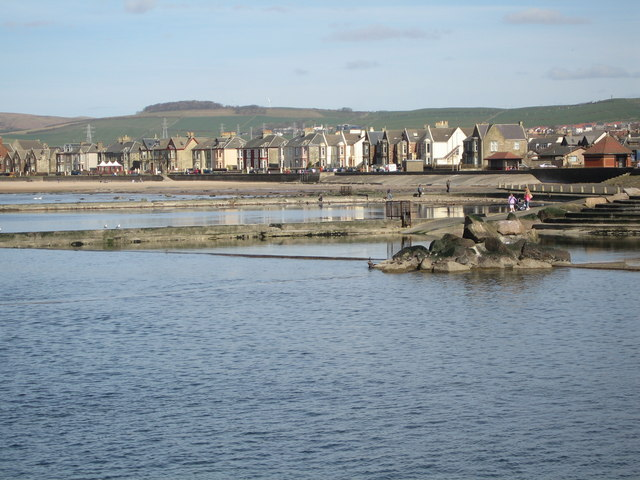
Saltcoats

## Transport
De haven werd ontworpen door James Jardine in 1811. Tegenwoordig vertrekken er geen goederen- en passagiersdiensten meer vanuit de haven. Saltcoats had twee stations, waarvan nu alleen het station Saltcoats nog open is. Dit station ligt aan de tak van de Ayrshire Coast Line richting Ardrossan. De Ayrshire Coast Line geeft verbindingen naar Largs, Ayr en Glasgow. 
Door Saltcoats loopt de A738, de vroegere hoofdweg. Deze functie is overgenomen door de Three Towns Bypass van de A78. De A738 verbindt nu de drie plaatsen van Three Towns met elkaar en met Kilwinning. De A78 is de hoofdweg die langs de kust van Ayrshire loopt vanaf de M8/A8 bij Greenock, via Largs en West Kilbride naar Three Towns. Daarna loopt deze weg verder naar het zuidoosten, via Irvine en Troon naar de A77 bij Prestwick.

## Geboren
- Steve Clarke (1963), voetballer en voetbaltrainer
- Otto Kiep (1886-1944), Duits diplomaat en verzetsstrijder